# 盐阜区抗日阵亡将士纪念塔
盐阜区抗日阵亡将士纪念塔，位於中國江苏省盐城市阜宁县。纪念塔建於1943年，旨在紀念在鹽阜區抗日根據地陣亡的新四軍兵員和幹部，是鹽城市歷史最悠久的抗日烈士紀念碑；塔區總共佔地46畝，紀念塔四周共有10塊刻上烈士姓名的大理石紀念碑，北側、西側設有烈士墓群，東南側有一座陳列室。紀念塔先後在第二次國共內戰和文化大革命期間遭到破壞，後進行修復。

## 歷史

### 建塔過程
抗日戰爭時期，新四军成功突破侵華日軍包围，粉碎日軍的两次扫荡。新四军於1943年春粉碎第二次扫荡後，盐阜区行政公署决定為牺牲的抗日将士建造纪念塔，並组成了由张爱萍主持会议的建塔委员会，制定建造纪念塔的计划；在研究和实地考察後，建塔委员会決定把江苏盐城市阜宁县蘆蒲鎮的芦蒲寿安寺訂為塔址。在刘少奇和陈毅的领导下，盐阜区抗日阵亡将士纪念塔於1943年8月開始動工，旨在紀念在盐阜区抗日根据地阵亡的新四军兵员和干部，是盐城市历史最悠久的抗日烈士纪念碑。建塔期间，张爱萍曾五度视察工地。
當時，工程人員找不到用來烧砖的窑炉，也没有辦法採購建材，只好拆毀了两座庵堂，打算用庵堂的磚頭來興建纪念塔，但磚頭仍然不足夠；最終，阜宁周邊九個县的民眾自发筹集磚頭，拼凑起來，由此得到足夠的建材。在建造纪念塔期間，接近一万個市民曾义务無償參與工程，最高曾达到一天两千人，所有建材均是由這些民眾協助運輸。
纪念塔的整体设计和塔顶塑像製作由新四军鲁迅艺术工作团美术教员鲁莽負責，他為了學習铸造塔顶塑像而向老冶匠周介和拜师学艺；塑像完成後，张爱萍為兩人和塑像拍了一張合照，這張合影後來獲中國人民解放軍藝術學院院长魏傳統配诗。
盐阜区抗日阵亡将士纪念塔在1943年9月10日竣工，同月25日举行落成典礼暨追悼大会，由黄克诚宣读祭文。

### 破壞與修復
第二次國共內戰期間的1947年9月，國民革命軍五十一師一三三旅攻進蘆蒲鎮，強迫六、七名市民拆毀纪念塔未果，便用迫击炮轰毁了纪念塔，又毀壞烈士墓群。塔身的上半部损毁，塔的基座則沒有遭到摧毀；塔顶塑像掉到地上，被民眾保护起来。
1959年清明节前後，黄克诚夫人唐棣华隨团訪問阜寧縣，又專程借自行车來視察纪念塔，發現纪念塔遭破壞後塔身不完整，留下一片荒凉景象；於是，阜宁方面開始討論重建纪念塔的安排。同年7月，江苏省人民政府拨款修复纪念塔，並由时任中国国家主席刘少奇在塔身正面題字。其後，阜宁县政府又筹集了7,000元人民幣，為纪念塔受损的部分進行修缮工作。纪念塔的修復工程按照原來的整体格局進行，在當年9月底基本竣工，由民眾保护的塑像則重新安放到塔顶。在1965年的整修工作中，塔身採用的砖结构改为砖砌外包钢筋混凝土结构。
文化大革命期間，劉少奇、陈毅、黄克诚在纪念塔上的题词被人凿掉，烈士墓群也出現損毀。1981年，中國共產黨江蘇省委員會和江苏省人民政府批准了《关于芦蒲纪念塔上恢复中央领导同志题词的请示报告》；1983年4月，江苏工艺美术厂协助修復纪念塔，恢复受破壞的题词，並在纪念塔四周植樹。
纪念塔已列入江蘇省文物保護單位，每年大概有2万人次参观。

## 結構
盐阜区抗日阵亡将士纪念塔的塔区總共佔地46亩，纪念塔四周共有10块刻上烈士姓名的大理石纪念碑，北侧、西侧設有烈士墓群，东南侧有一座陈列室。纪念塔約高20米，坐西朝东（一說為坐北朝南），碑身豎立在高於地面的台基上，結構類近於西方的纪念碑。塔下的台基為三层台阶，其中最上层台阶的四周豎立了12枚大型铜质炮弹。塔身採用砖砌外包钢筋混凝土结构，正面有前中國國家主席劉少奇題寫的「浩气长存」四字，两侧和背面分别有陈毅、黄克诚、张爱萍的题词。塔頂塑像用鑄鐵鑄造而成，形象為一名身高八尺的新四军战士，他穿着军服，右手举枪，身上配備了子弹袋和四颗手榴弹。